# Lorenzo Cortesia
Lorenzo Cortesia (Treviso, 26 de setembro de 1999) é um jogador de voleibol italiano que atua na posição de central.

## Carreira

### Clube
A carreira de Cortesia começou em 2014 com o Volley Treviso, na Série D do campeonato italiano. Com a mesma equipe na temporada 2015–16 jogou na Série B2, enquanto na temporada seguinte disputou na Série B. Na temporada 2017–18 ingressou no sociedade federal do Club Italia, na Série A2.
Na temporada 2018–19 estreou na primeira divisão do campeonato italiano graças à contratação do Emma Villas, por onde permaneceu na mesma divisão também no ano seguinte, porém, jogando pelo Consar Ravenna. Na temporada 2020–21 o central foi contratado pelo Itas Trentino, clube com a qual conquistou o vice-campeonato da Liga dos Campeões da Europa de 2020–21.
Para a temporada 2021–22, Cortesia foi anunciado como o novo reforço do WithU Verona, ainda na primeira divisão italiana.

### Seleção
Em 2017, Cortesia foi convocado para vestir a camisa da seleção italiana de sub-19, com a qual conquistou a medalha de prata no Campeonato Europeu, onde foi premiado como melhor central da competição; além da medalha de ouro no Festival Olímpico da Juventude da Europa. Em 2018 integrou a seleção sub-20, enquanto que em 2019 integrou a seleção sub-21 com a qual conquistou a medalha de prata no Campeonato Mundial.
Em 2021 recebeu as primeiras convocações para representar a seleção adulta, com a qual, no mesmo ano, conquistou a medalha de ouro no Campeonato Europeu.

## Clubes
| Anos      | Clube              |
| --------- | ------------------ |
| 2014–2017 | Volley Treviso     |
| 2017–2018 | Club Italia        |
| 2018–2019 | Emma Villas        |
| 2019–2020 | Consar Ravenna     |
| 2020–2021 | Itas Trentino      |
| 2021–     | Rana Verona Volley |

## Prêmios individuais
- 2017: Campeonato Europeu Sub-19 – Melhor central
- 2019: Campeonato Mundial Sub-21 – Melhor central